# Arséniure de gallium
L'arséniure de gallium est un composé chimique de formule brute GaAs appartenant à la famille des semiconducteurs III-V. C'est un matériau semi-conducteur à gap direct présentant une structure cristalline cubique de type sphalérite (blende).
Il est utilisé notamment pour réaliser des composants micro-ondes, des circuits intégrés monolithiques hyperfréquences, des composants opto-électroniques, des diodes électroluminescentes dans l'infrarouge, des diodes laser, des cellules photovoltaïques et des fenêtres optiques. Le GaAs est dit « III-V » car le gallium et l’arsenic se trouvent respectivement dans le groupe 13 et le groupe 15 du tableau périodique, appelés jadis colonne IIIB et colonne VB, et donc trois et cinq électrons de valence.
L'arséniure de gallium est couramment utilisé comme substrat pour la croissance épitaxiale d'autres III-V tels que l'arséniure d'indium-gallium InxGa1−xAs et l'arséniure d'aluminium-gallium AlxGa1−xAs.

## Structure cristalline
L'arséniure de gallium présente une structure cristalline de type blende, l'une des formes cristallines du sulfure de zinc ZnS. Si l'on considère que les atomes de gallium occupent les nœuds d'un réseau cubique à faces centrées (CFC), les atomes d'arsenic occupent quatre des huit sites tétraédriques de cette maille — et réciproquement.

## Fabrication
L'arséniure de gallium peut être préparé directement par réaction directe entre l'arsenic et le gallium purs, principe utilisé dans de nombreux procédés industriels :
- le procédé dit Vertical Gradient Freeze (VGF) assure la production de l'essentiel des wafers d'arséniure de gallium ;
- le procédé de Bridgman-Stockbarger, dans lequel des vapeurs de gallium et d'arsenic réagissent et se déposent sur un germe cristallin dans la partie la plus froide d'un four horizontal ;
- la méthode LEC (Liquid Encapsulated Czochralski) utilisée pour produire des monocristaux à haute pureté qui présentent des caractéristiques semi-isolantes.

Parmi les autres méthodes destinées à former des couches minces de GaAs, on compte, :
- l'épitaxie en phase vapeur (VPE) entre le gallium sous forme gaz et le trichlorure d'arsenic AsCl3 :

2 Ga + 2 AsCl3 → 2 GaAs + 3 Cl2 ;
- l'épitaxie en phase vapeur aux organométalliques (MOCVD) entre le triméthylgallium Ga(CH3)3 et l'arsine AsH3 :

Ga(CH3)3 + AsH3 → GaAs + 3 CH4 ;
- l'épitaxie par jet moléculaire (MBE) du gallium et de l'arsenic :

4 Ga + As4 → 4 GaAs, ou :
2 Ga + As2 → 2 GaAs.
Dans l'industrie, la gravure humide de l'arséniure de gallium est effectuée en utilisant un oxydant tel que le peroxyde d'hydrogène ou l'eau bromée.
L'arséniure de gallium est oxydable dans l'air, ce qui dégrade ses performances en tant que semiconducteur. Il est possible de passiver sa surface en y déposant une couche de sulfure de gallium(II) GaS cubique.

### Cristaux semi-isolants
La croissance d'arséniure de gallium en présence d'un excès d'arsenic conduit à l'introduction de défauts cristallins, notamment des antisites — en l'occurrence, des atomes d'arsenic occupant des sites dévolus aux atomes de gallium dans le réseau cristallin. Les propriétés électroniques de ces défauts fixent le niveau de fermi pratiquement au centre de la bande interdite, ce qui fait que le matériau présente une faible concentration de tous les porteurs de charge, aussi bien d'électrons que de trous. Le matériau est donc semblable à un semiconducteur intrinsèque (dépourvu de tout dopage), mais est bien plus facile à obtenir en pratique. De tels cristaux sont dits semi-isolants, en référence à leur résistivité de 10⁷  à   10⁹ Ω·cm, sensiblement plus élevée que celle d'un semiconducteur, mais bien inférieure à celle d'un isolant comme le verre.

## Comparaisons GaAs-Silicium

### Atouts de l'arséniure de gallium
L'arséniure de gallium a quelques propriétés électriques supérieures à celles du silicium : 
- il possède une plus grande vitesse de saturation des électrons, et ceux-ci ont une mobilité plus grande, ce qui lui permet de fonctionner à des fréquences supérieures à 250 GHz ;
- les dispositifs à technologie GaAs génèrent moins de bruit en hautes fréquences que ceux à base de silicium ;
- ils peuvent de même fonctionner à puissance plus élevée, du fait d'une tension de claquage plus élevée.
- il possède un gap direct, ce qui lui confère des propriétés d'opto-électronique supérieures

Ces propriétés font que l'arséniure de gallium peut être utilisé, notamment dans la fabrication de circuits pour téléphones portables, communications par satellite, technologie micro-onde, ainsi que certains dispositifs à radar. L'arséniure de gallium est aussi utilisé dans la fabrication de diode Gunn.
Un autre atout de l'arséniure de gallium est son gap direct (contrairement au silicium qui a lui un gap indirect) ce qui lui permet d'émettre de la lumière (le silicium émet très peu de lumière, même si de récentes avancées technologiques ont permis de l'utiliser pour faire des LEDs ou des lasers).
Les propriétés de l'arséniure de gallium, en particulier sa vitesse de commutation, l'ont fait paraître comme un matériau idéal, notamment pour des applications en informatique. Dans les années 1980, beaucoup pensaient que le marché de la microélectronique serait dominé à terme par l'arséniure de gallium, remplaçant ainsi le silicium. La première tentative d'évolution est due aux vendeurs de superordinateurs Cray Research, Convex, et Alliant. Cray développa une machine à base d'arséniure de gallium, le cray-3, mais les efforts financiers de recherche furent insuffisants, et la compagnie fit faillite en 1995.

### Atouts du silicium
Le silicium possède trois principaux avantages par rapport à l'arséniure de gallium.
Tout d'abord il est particulièrement abondant (c'est l'élément le plus abondant sur Terre après l'oxygène).
Le second avantage du silicium est l'existence d'un oxyde naturel, le dioxyde de silicium (SiO2), un excellent isolant. On peut faire croître facilement cet isolant en oxydant le silicium pour former la grille du transistor. Cet avantage est devenu cependant moins flagrant avec les nouvelles technologies où la grille du transistor est remplacée par un autre diélectrique à plus forte constante diélectrique. L'arséniure de gallium ne possède pas d'oxyde naturel aux propriétés équivalentes.
Le troisième avantage est sans doute le plus important. L'absence de transistors à effet de champ canal-P en arséniure de gallium de qualité ne permet pas la mise en œuvre de la technologie CMOS, alors qu'avec le silicium, on peut facilement fabriquer des transistors P et N pour former une porte CMOS.
Ces raisons et son coût plus élevé font que l'arséniure de gallium n'a pas remplacé le silicium dans la plupart des applications.
Le silicium est aussi moins fragile que l'arséniure de gallium : on peut donc faire de plus grandes tranches en silicium qu'en arséniure de gallium (actuellement jusqu'à un diamètre de 300 mm pour le silicium, à comparer à 150 mm pour l'arséniure de gallium).